# Iridomyrmex cephaloinclinus
Iridomyrmex cephaloinclinus é uma espécie de formiga do gênero Iridomyrmex.